# Katie Hitchcock
Katharine Hitchcock detta Katie (11 marzo 1985) è un'ex sciatrice alpina statunitense.

## Biografia
Originaria di Sacramento e attiva in gare FIS dall'agosto del 2000, in Nor-Am Cup la Hitchcock esordì l'8 marzo 2001 a Snowbird in slalom gigante (32ª) e conquistò il primo podio il 13 marzo 2003 a Panorama in slalom speciale (3ª). In Coppa del Mondo debuttò il 23 gennaio 2005 a Maribor in slalom speciale, senza qualificarsi per la seconda manche, ottenne il miglior piazzamento il 15 dicembre 2006 a Reiteralm in supercombinata (41ª) e prese per l'ultima volta il via il 16 dicembre 2007 a Sankt Moritz in supergigante, senza completare la prova.
In Nor-Am Cup conquistò l'ultimo podio il 18 marzo 2010 a Waterville Valley in slalom speciale (3ª) e prese per l'ultima volta il via il 16 marzo 2011 a Whistler nella medesima specialità, senza completare la prova. Si ritirò durante la stagione 2011-2012 e la sua ultima gara fu uno slalom speciale FIS disputato il 5 febbraio a Middlebury, chiuso dalla Hitchcock al 4º posto; in carriera non prese parte a rassegne olimpiche o iridate.

## Palmarès

### Coppa Europa
- Miglior piazzamento in classifica generale: 34ª nel 2008
- 2 podi:
  - 1 secondo posto
  - 1 terzo posto

### Nor-Am Cup
- Miglior piazzamento in classifica generale: 8ª nel 2006
- 11 podi:
  - 1 secondo posto
  - 10 terzi posti

### Campionati statunitensi
- 4 medaglie:
  - 1 argento (slalom speciale nel 2003)
  - .3 bronzi (slalom speciale nel 2004; supergigante nel 2007; supergigante nel 2008)